# Erich Bénary
Erich Otto Max Bénary (* 5. Dezember 1881 in Berlin; † 30. November 1941 in Riga) war ein deutscher Chemiker. Er wurde als Opfer des Holocausts ermordet.
Benary studierte Chemie und wurde 1906 mit einer Arbeit über die Einwirkung von Licht und Wärme auf die Dibenzalpropionsäure und einige Fulgide an der Universität Leipzig promoviert.
Nach ihm benannt sind die Bénary-Reaktion und die zuerst von Franz Feist beschriebene Feist-Bénary-Reaktion.